# إدوارد شتاين
إدوارد شتاين (بالألمانية: Eduard Stein)‏ (و. 1818 – 1864 م) هو موزع (موسيقى)، وملحن ألماني، توفي في زوندرسهاوزن، عن عمر يناهز 46 عاماً.